# No lastimes más (canción de Juan Gabriel)
«No lastimes más» es el título de una canción mexicana compuesta por el cantautor y compositor mexicano Juan Gabriel y popularizada por la cantante española Rocío Dúrcal en 1978.

## Descripción
Esta canción se encuentra en el segundo álbum ranchero de Rocío Dúrcal titulado Rocío Dúrcal Canta a Juan Gabriel Volumen 2 siendo una nueva producción de Juan Gabriel, donde el cantautor mexicano también colaboró en los coros en esta y en otras dos canciones.

## Reconocimientos y premios
Gracias al éxito de esta canción llegó a estar entre Los 40 principales de 1979 por dos semanas, además dos discos de oro en México y un disco de oro en España.

## Versiones
La canción fue compuesta exclusivamente para que la interpretara Rocío Dúrcal, pero también otros artistas la interpretaron:
- La primera interpretación fue de Juan Gabriel en el LP inédito ''Juan Gabriel Canta a Juan Gabriel'' (1978).
- La segunda interpretación fue de Pandora en el álbum Con amor eterno (1991).
- La tercera interpretación fue de Manoella Torres en el álbum ''Manoella Torres Interpreta a Juan Gabriel'' (1998).
- La cuarta interpretación fue de Shaila Dúrcal (hija de Rocío Dúrcal) en el álbum Recordando (2006).
- La quinta interpretación fue de Lucero en el álbum Enamorada con banda (2017).
- La sexta interpretación fue de Natalia Jiménez en el álbum México de mi Corazón (2019).